# Гумик
Гумик — раннефеодальное самостоятельное государственное образование VII—XI веков в Дагестане.

## История
Царство Гумик обычно сопоставляется с прикаспийскими камаками Плиния Старшего, исторической равнинной областью Кумыкией, а также с селом Кумух в нагорном Дагестане. Имеются также мнения и сведения о локализации Гумика в равнинном Дагестане в селении Кафыр-Кумух.
Известный советский востоковед Б.Н.Заходер связывает Гумик с кумыками.
По многим спискам «Дербент-наме», области Ихран и Гельбах являются основой Гумика, по другим — троном. При этом Ихран отождествляется с восточной Аланией (равнинные территории республик Чечня, Ингушетия и Северная Осетия) с центром в Джулате (Татартупе).
Арабские авторы писали о том, что Гумик живет в мире с царством Алан, другие — что из страны Гумик мы вступаем в землю алан. Это позволило Д’Оссону, Генриху Юлю, Борису Калоеву и др. сделать вывод о том, что Гумик соответствует равнинным землям кумыков. Как отмечают сторонники этой версии, мир и граница с аланами не были актуальными для отдалённой от алан горной территории.
В восточных источниках указывается, что Гумик располагался к западу от Джидана или Кайтага и к северу от Сарира. Аль-Масуди указывал, что Гумик находится восточнее от Зирихгерана.
Тюркоязычные племена начали проникать в Прикаспий со II века н. э. — древнегреческими авторами на побережье Каспийского моря упоминаются савары (савиры; предки кумыков). В IV—V веках савиры, став сильнейшим племенем в регионе, возглавили племенной союз и основали свое царство. Однако в VI веке на гунно-савиров начинается давление других племен: в персидских источниках зафиксировано тяжелое положение савир на Кавказе. Последнее вынуждает часть из них мигрировать в горы Дагестана, где совместно с горскими племенами ими было создано государство Тавйяк. Опорными пунктами гунно-савир в горах стали Хунзах и Гумик, до прихода тюрков называвшийся лакцами Кебеди в честь иранского шаха. Лакский лингвист Н. С. Джидалаев выявил булгарский (огурский) субстрат в кумыкском и лакском языках. Булгароязычные племена растворились в местном населении. Название «Гумик», возможно, связано с названием тюркского родового объединения «Кумук-Атыкуз».
Область Гумик упоминается главным образом у арабских авторов. Ибн Руста (IX век) говорит о неприступной крепости ал-Алал-ва-Гумик, переданной сасанидским шахом Ануширваном (VI век) владетелю Сарира.
По полулегендарной исламской легенде арабы завоевали Гумик и распространили там ислам, однако информацию об этом признают поздней вставкой в местных исторических хрониках. Известный дагестанский историк Шихсаидов писал, что версия об арабском происхождении была выгодна династии и духовенству.
Однако русский востоковед В. В. Бартольд считал надпись, подтверждающую основание мечети в Кумухе во времена арабов, поздней, созданной для обоснования принадлежности шамхалов к арабскому роду. Исследователи считали хронику «Дербент-наме», написанную шамхальцами в XVII веке, сомнительной. Она не противоречит истории и описывает арабское нашествие на Дагестан. Существуют некоторые подтверждающие эту хронику факты, как например Кумухская джума-мечеть конца VIII века, а также известность Кумуха как старой резиденции влиятельного шамхала. Династия правителей Кумуха с титулом шамхал должна была существовать в VIII веке, как в это верили правители шамхальства. Однако сам факт основания Кумухской мечети во времена арабов является сомнительным.
Аль Масуди упоминает об области Гумик, уже в X веке не имеющих правителей и являющихся христианами. Об этом владении (мулк) он писал: «жители не подчиняются никакому царю, но имеют начальников (ру̉аса)…». Ал-Куфи в X веке упоминал крепость «Амик», которая принята за «Гумик». Ибн Русте в X веке именовал Кумух как крепость «Алал и Гумик». Согласно арабским источникам IХ—XI веков, Гумик был известен еще в VII веке, упоминаясь при описании арабских походов VII—VIII веков, в которых он называется как самостоятельная государственная единица. И напротив, имеются источники, относящие Гумик к владению Сахиб-ас-Сарира, пока ещё в VIII веке.
Минорский писал, что в 1064 году «гумикские неверные напали на селения ал-Баба, убили много мусульман и разграбили их имущество. Затем, наложив харадж на оставшихся в живых, они вернулись домой». В «Истории Ширвана и ал-Баба», в связи с событиями 1066 года упоминаются «гумикские неверные», а курдский историк Масуд ибн Намдар конца XI века сообщает о том, что ширваншах Фарибурз I пытался обратить жителей этого владения в ислам и подчинить.